# Schallschutzschirm
Schall- oder Lärmschutzschirme sollen den durch die Außengastronomie verursachten Freizeitlärm für die Anwohner, die über den Gastronomiebetrieben wohnen, reduzieren. Die Benennung ist uneinheitlich. Beispielsweise bevorzugt die Bezirksversammlung Hamburg-Altona den Begriff „Schallschutzschirm“, die Bundesanstalt für Arbeitsschutz und Arbeitsmedizin dagegen den Begriff „Lärmschutzschirm“.
Schallschutzschirme unterscheiden sich von normalen Sonnenschirmen durch die Verarbeitung mehrschichtiger Stoffe, die den Schall absorbieren, und damit eine Reduzierung des Lärms um bis zu acht Dezibel erreichen.
Für Hamburger Gastronomen ist der Einsatz von Schirmen, die den Geräuschpegel senken, seit 2012 Pflicht. Die Vorschrift wurde durch das Hamburger Bezirksamt 2013 erneut bestätigt. Kritik hatte es u. a. daran gegeben, dass es bei Inkrafttreten der Verordnung noch keine Schallschutzschirme mit TÜV-Abnahme gab, und dass die Anwohner dadurch nur unzureichend vor Lärm geschützt werden, da andere Lärmquellen dadurch nicht wirksam bekämpft werden.